# Rotochsenbrauerei Hermann Veit
Die Rotochsenbrauerei Hermann Veit GmbH & Co.KG, gegründet 1680, ist die letzte noch verbliebene Brauerei in Ellwangen (Jagst). In der Brauerei sind unter der Leitung von Geschäftsführer Alexander Veit zehn Mitarbeiter beschäftigt.

## Geschichte

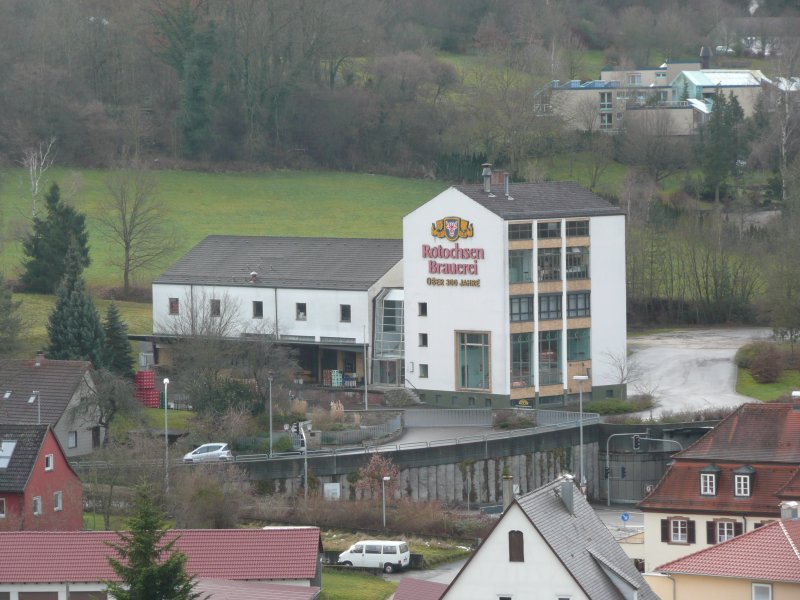
Betriebsgebäude der Rotochsenbrauerei Ellwangen

Der Name Roter Ochsen ist seit 1542 in Ellwangen bekannt. In diesem Jahr gründete die Familie Veit in Ellwangen die damalige „Rotochsen-Taverne“ in der Ellwanger Innenstadt.
Diese entwickelte sich schnell von der einfachen Gastwirtschaft und Herberge über die Fürstpröbstliche Hofbierschenke bis hin zur Königlichen Posthalterei.
1680 wurde schließlich die eigene Brauerei gegründet und bald als Rotochsenbrauerei über die Stadtgrenzen hinaus bekannt.
Mitte des letzten Jahrhunderts wurde es für das expandierende Unternehmen in der Ellwanger Altstadt zu eng, so dass man sich entschloss, am Stadtrand die Brauerei neu zu erbauen. Der Neubau wurde 1960 in Betrieb genommen. Die Gebäude der innerstädtischen Brauerei wurden zum Hotelgasthof „Roter Ochsen“ umgebaut. Nach wie vor werden sowohl Brauerei als auch Gasthof und Hotel als Familienunternehmen geführt.

## Produkte

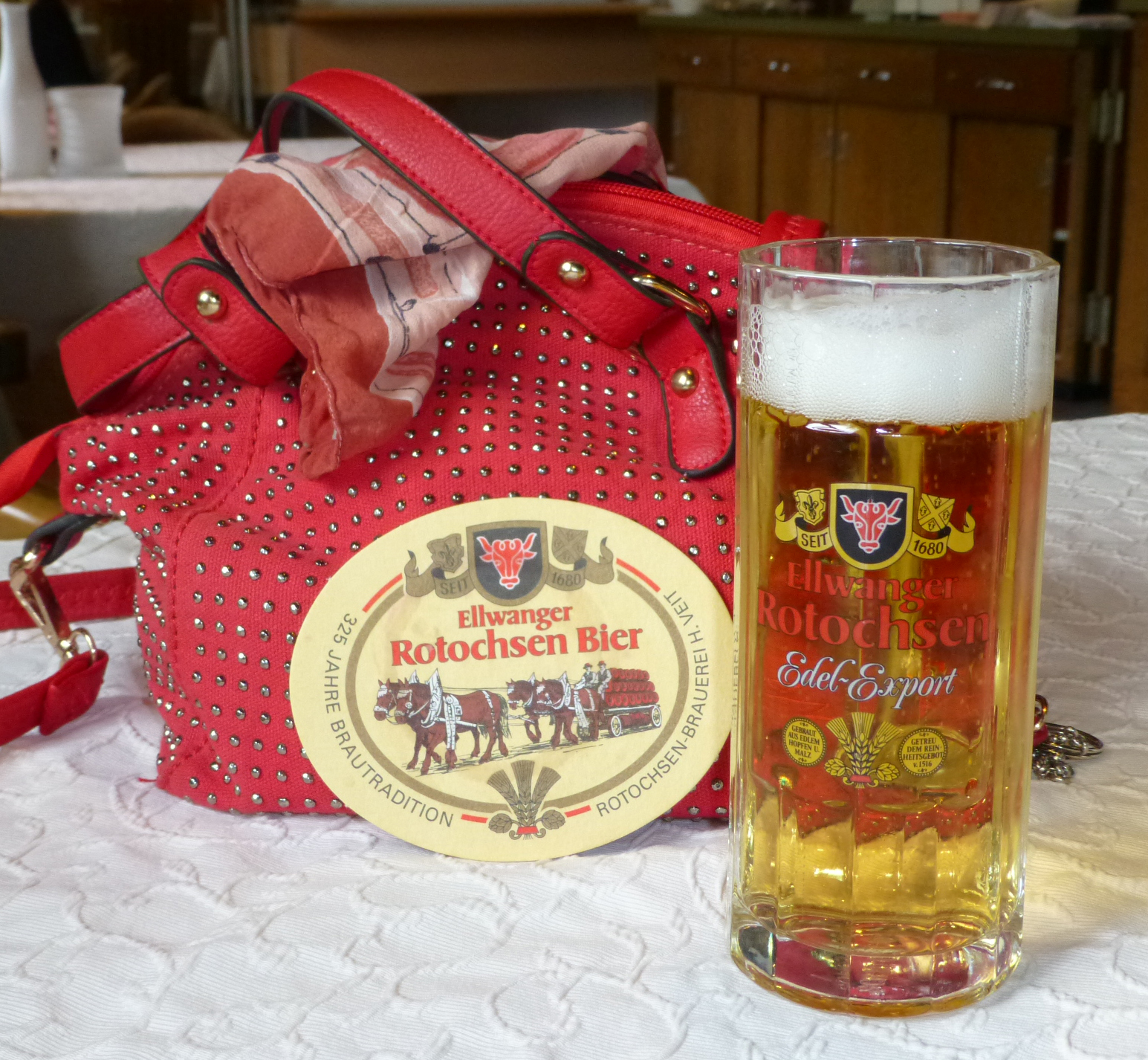
Ein Rotochsen-Bierglas (2016, Ellwangen)

Die Rotochsenbrauerei stellt unter anderem Stiftsherren-Pils, Traditionsbock sowie Hefeweizen in Flaschengärung her.
Der Verkauf erfolgt in Flaschen zu 0,33 l und 0,5 l sowie als Fassbier in Fässern von 5 l bis 50 l.